# Nguyễn Phương Điền
Nguyễn Phương Điền (sinh năm 1969) là một nam đạo diễn, diễn viên, biên kịch người Việt Nam. Ông được Nhà nước Việt Nam phong tặng danh hiệu Nghệ sĩ Ưu tú từ năm 2019.

## Tiểu sử
— Nguyễn Phương Điền
Nguyễn Phương Điền sinh năm 1969 tại Sài Gòn, quê quán ở Tây Ninh. Điền từng tham gia quân ngũ, sau khi xuất ngũ ông học nghề may và tình cờ Điền được người quen giới thiệu đăng ký thi vào Trường Đại học Sân khấu - Điện ảnh khoa Diễn viên. Sau khi tốt nghiệp Điền gặp khó khăn khi tìm việc làm, ông từng là diễn viên phụ, trợ lý, phó đạo diễn. Năm 2002, ông làm đạo diễn phim Lục Vân Tiên cùng với Đỗ Phú Hải và Lê Bảo Trung. Sau phim này, ông chuyển hẳn sang làm đạo diễn đến nay.
Năm 2010, Nguyễn Phương Điền thực hiện bộ phim Âm tính, gây chú ý với khán giả bởi vai chính được Hoa hậu Việt Nam 2006 - Mai Phương Thuý đảm nhận. Phim đoạt giải vàng Liên hoan truyền hình toàn quốc 2010.
Năm 2019, Nguyễn Phương Điền gây dấu ấn khi thực hiện bộ phim Tiếng sét trong mưa chuyển thể từ tác phẩm văn học Lôi Vũ của nhà văn Tào Ngu. Bộ phim vẫn giữ lại những tình tiết theo sát gốc nội dung của Lôi Vũ nên đã tạo ra được những câu chuyện đầy kịch tính, những mối quan hệ trong một gia đình thế lực xưa. Năm 2021, Phương Điền thực hiện bộ phim truyền hình "Lưới trời" lấy bối cảnh miền Tây vào thập niên 1940. Ông cho biết đã chi hơn nửa tỷ đồng để phục dựng bối cảnh và dành một tháng tìm 72 bối cảnh ở Tây Ninh, An Giang, Cần Thơ.

## Gia đình
Nguyễn Phương Điền lập gia đình với Cẩm Giang vào năm 2010. Họ có hai người con, một trai, một gái.

## Tác phẩm

### Vai trò Phó Đạo diễn
| Năm  | Tên phim               | Kênh phát sóng | Loại hình  | Đạo diễn                   |
| ---- | ---------------------- | -------------- | ---------- | -------------------------- |
|      | Năm cô gái yêu đời     |                | Phim video | Xuân Phước                 |
|      | Hào phú đa tình        |                | Phim video | Xuân Phước                 |
|      | Nữ sinh quý tộc        |                | Phim video | Xuân Phước                 |
|      | Trái Tim Không Ngủ Yên |                | Phim video | Châu Huế                   |
| 1997 | Những nẻo đường phù sa | HTV9           | Dài tập    | Châu Huế - Trần Ngọc Phong |
| 1998 | Bình minh châu thổ     | X              | Dài tập    | Châu Huế - Trần Ngọc Phong |
| 1998 | Cõi tình               | X              |            | Đạo diễn Lê Cung Bắc       |
| 2000 | Trận đấu cuối cùng     |                | Điện ảnh   | Trần Ngọc Phong            |
| 2000 | Tôi vào đời            | HTV9           | Phim video | Nguyễn Quốc Hưng           |
| 2002 | Người đàn bà yếu đuối  | HTV7           | Dài tập    | Đinh Đức Liêm              |
| 2004 | Thời vi tính           |                | Ngắn tập   | Lê Anh Cường               |

### Vai trò Đạo diễn

#### Với phim truyền hình:
| Năm  | Tên phim               | Ghi chú                                                    | Tập | Kênh   | Nguồn |
| ---- | ---------------------- | ---------------------------------------------------------- | --- | ------ | ----- |
| 2004 | Lục Vân Tiên           | Đồng đạo diễn với Đỗ Phú Hải - Lê Bảo Trung.               | 14  | HTV7   |       |
| 2006 | Cải ơi!                |                                                            | 1   | HTV7   |       |
| 2006 | Tình yêu còn mãi       | Nhận lời làm đạo diễn khi Lê Dũng đi đoàn tụ gia đình.     | 10  | HTV7   |       |
| 2009 | Dù gió có thổi         |                                                            | 135 | HTV3   |       |
| 2010 | Cá Rô, em yêu anh!     |                                                            | 52  | HTV3   |       |
| 2010 | Âm tính                |                                                            | 20  | HTV9   |       |
| 2011 | Ai cũng có tết         | Phát sóng vào dịp Tết Nguyên Đán                           | 5   | VTV1   |       |
| 2011 | Chiếc giuờng chia đôi  |                                                            | 33  | HTV9   |       |
| 2011 | Những cơn mưa tình yêu |                                                            | 30  | HTV9   |       |
| 2012 | Cuối đường băng        | Nhận lời làm đạo diễn khi Lê Văn Kiệt bận công việc riêng. | 55  | HTV7   |       |
| 2013 | Ngọc bích tình yêu     |                                                            | 36  | THVL1  |       |
| 2014 | Hợp đồng scandal       |                                                            | 33  | SCTV14 |       |
| 2014 | Cuộc chiến quý ông     |                                                            | 64  | VTV9   |       |
| 2014 | Cha rơi                |                                                            | 37  | VTV9   |       |
| 2015 | Nữ cảnh sát tập sự     |                                                            | 45  | VTV3   |       |
| 2015 | Mắt lụa                |                                                            | 37  | VTV9   |       |
| 2015 | Kẻ thù giấu mặt        |                                                            | 49  | THVL1  |       |
| 2017 | Mặt nạ tình yêu        |                                                            | 39  | THVL1  |       |
| 2017 | Sống trong bóng đêm    |                                                            | 40  | THVL1  |       |
| 2018 | Con gái bố già         |                                                            | 47  | THVL1  |       |
| 2019 | Đánh cắp giấc mơ       | Đồng đạo diễn với Huỳnh Long Trung Nghĩa.                  | 47  | VTV3   |       |
| 2019 | Tiếng sét trong mưa    |                                                            | 54  | THVL1  |       |
| 2020 | Vua bánh mì            |                                                            | 81  | THVL1  |       |
| 2021 | Lưới trời              |                                                            | 109 | THVL1  |       |
| 2022 | Tình thắm duyên xuân   | Phát sóng vào dịp Tết Nguyên Đán                           | 13  | THVL1  |       |
| 2022 | Mẹ rơm                 | Phim truyền hình VFC                                       | 43  | VTV1   |       |
| 2025 | Mẹ Biển                | Phim truyền hình VFC                                       | 50  | VTV1   |       |
| TBA  | Thời mở cửa            | Phim đang trong giai đoạn tiền kì                          |     | THVL1  |       |

#### Với phim điện ảnh:
| Năm  | Tên phim         | Ghi chú |
| ---- | ---------------- | ------- |
| 2013 | Bay vào cõi mộng |         |

### Vai trò diễn viên
| Năm  | Tên phim               | Vai diễn               | Ghi chú                   |
| ---- | ---------------------- | ---------------------- | ------------------------- |
| 1996 | Hạ Sĩ Quan             | "Thần Đất"             |                           |
| 1996 | Người đẹp Tây Đô       |                        |                           |
| 1997 | Đất phương Nam         | Năm Nhẫn               |                           |
| 1997 | Những nẻo đường phù sa |                        | Kiêm vai trò phó đạo diễn |
| 1998 | Bình Minh Châu Thổ     |                        | Kiêm vai trò phó đạo diễn |
| 2001 | Hương Bắp              | Dị                     |                           |
| 2002 | Sương Gió Biên Thuỳ    |                        |                           |
| 2002 | Người đàn bà yếu đuối  |                        | Kiêm vai trò phó đạo diễn |
| 2004 | Thời Vi Tính           | Anh Út                 |                           |
| 2004 | Lục Vân Tiên           |                        |                           |
| 2005 | Cầu thang tối          | Ba Hiền                |                           |
| 2006 | Ngũ quái Sài Gòn       | Mãng Xà Vương [Tập 15] |                           |
| 2007 | Miền đất phúc          | Tấn                    |                           |
| 2011 | Công nghệ thời trang   | Vũ Luân                |                           |
| 2016 | Dòng Sông Huynh Đệ     |                        |                           |
|      | Nửa Vòng Cung          |                        |                           |
|      | Một Thời Ngang Dọc     |                        |                           |
|      | Biến Động Ngày Hè      |                        |                           |
|      | Dòng Sông Vẫn Trôi     |                        |                           |

## Giải thưởng
| Năm  | Lễ trao giải                               | Hạng mục                        | Tác phẩm            | Kết quả         | Nguồn  |
| ---- | ------------------------------------------ | ------------------------------- | ------------------- | --------------- | ------ |
| 2006 | Liên hoan Truyền hình Toàn quốc lần 26     | Phim truyền hình ngắn tập       | Cải ơi              | Huy chương bạc  | [ 9 ]  |
| 2006 | Cánh Diều Vàng                             | Phim truyền hình ngắn tập       | Cải ơi              | Cánh Diều Bạc   | [ 10 ] |
| 2010 | Liên hoan Truyền hình Toàn quốc 2010       | Phim truyện truyền hình dài tập | Âm tính             | Huy chương vàng | [ 11 ] |
| 2010 | Giải Mai Vàng                              | Phim truyền hình                | Cá Rô, em yêu anh!  | Đề cử           |        |
| 2010 | Hội Điện ảnh Thành phố Hồ Chí Minh         |                                 | Cá Rô, em yêu anh!  | Bằng khen       |        |
| 2014 | Cánh Diều Vàng                             | Phim truyền hình                | Cha rơi             | Cánh Diều Vàng  | [ 12 ] |
| 2014 | Liên hoan Truyền hình Toàn quốc lần thứ 34 | Phim truyền hình                | Cha rơi             | Huy chương vàng | [ 13 ] |
| 2015 | Liên hoan Truyền hình Toàn quốc lần thứ 35 | Phim truyền hình                | Mắt lụa             | Huy chương bạc  |        |
| 2017 | Liên hoan Truyền hình Toàn quốc lần thứ 37 | Phim truyền hình                | Sống trong bóng đêm | Huy chương bạc  |        |
| 2019 | Liên hoan Truyền hình Toàn quốc lần thứ 39 | Phim truyền hình                | Tiếng sét trong mưa | Huy chương bạc  | [ 14 ] |
| 2019 | Giải Mai Vàng                              | Phim truyền hình                | Tiếng sét trong mưa | Đề cử           | [ 15 ] |
| 2020 | Liên hoan truyền hình toàn quốc lần thứ 40 | Phim truyền hình                | Vua bánh mì         | Huy chương bạc  | [ 16 ] |